# Orthotrichum aucklandicum
Orthotrichum aucklandicum là một loài Rêu trong họ Orthotrichaceae. Loài này được (Vitt) Goffinet mô tả khoa học đầu tiên năm 2004.